# Bom
Pour les articles homonymes, voir Bom.
Michel De Bom, dit Bom, né le 6 décembre 1950 à Uccle (région de Bruxelles-Capitale), est un scénariste de bande dessinée belge francophone.

## Biographie

### Les débuts
Michel De Bom naît le 6 décembre 1950 à Uccle, une commune bruxelloise. Bom étudie dans un premier temps la publicité à l'Académie royale des beaux-arts de Bruxelles. Il exerce ses premières années professionnelles dans la publicité. En 1972, sa passion de l'écriture se manifeste par la parution du magazine bien éphémère Zazou, dont il est cofondateur avec Bosse. Il publie sa première bande dessinée Chrysopée, un court récit de huit planches dans Pilote en 1973.

### Les annéesSpirou(1975-1981)
En 1975, il fait son entrée au journal Spirou où il écrit sa première série humoristique Les Déboussolés pour Watch en strips et gags jusqu'en 1977. Il écrit également à cette époque des histoires illustrées Grandes énigmes de la troisième planète car c'est un passionné de fantastique et participe par des collaborations ponctuelles à l'animation du journal. En 1977, il scénarise quelques gags d'Alcofribas et O’Trush (création d'André Verheye dit Dédé), et scénarise quelques épisodes du Flagada pour Degotte (jusqu'en 1979). En 1978, il crée Big Joe avec Malik. Après 1979, il ne revient plus que ponctuellement dans le magazine pour Broussaille avec Frank (1983-1989, 2000) et une histoire à suivre de Big Joe (renommé Antoine et ses amis) ainsi que quelques gags de L'Élan pour Frank Pé en 1985. Cinq albums de Broussaille sont publiés de 1987 à 2003.
En 1980, il fait une brève apparition dans Fluide glacial avec un récit de huit planches dessiné par Servé.

Broussaille : fresque Les Baleines publiques à Louvain-la-Neuve
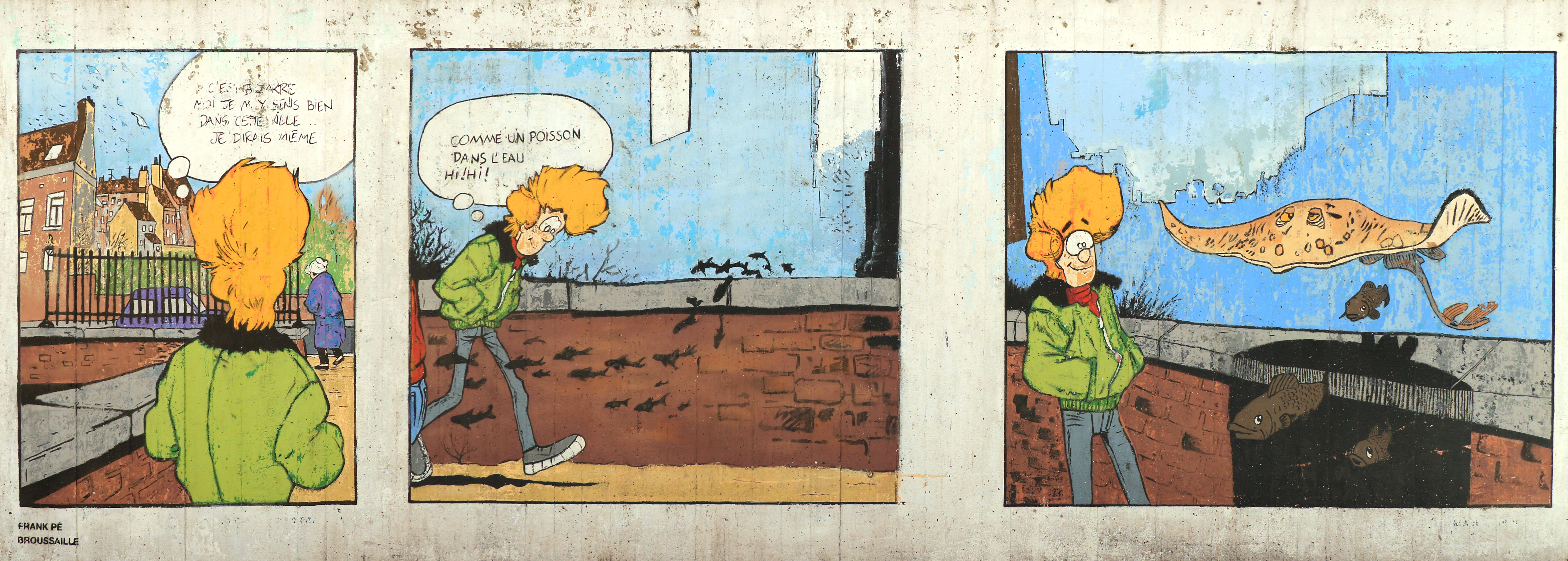
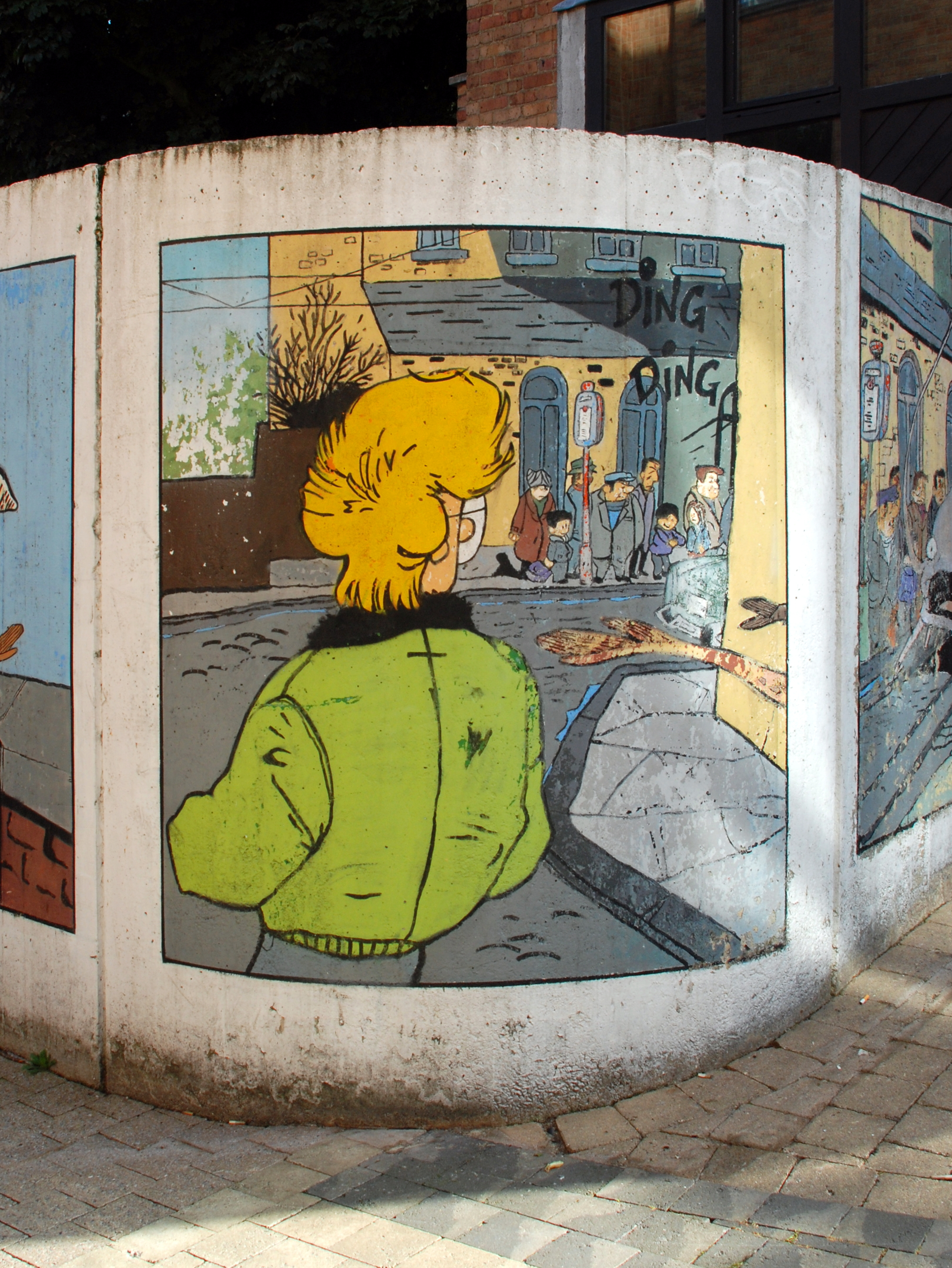
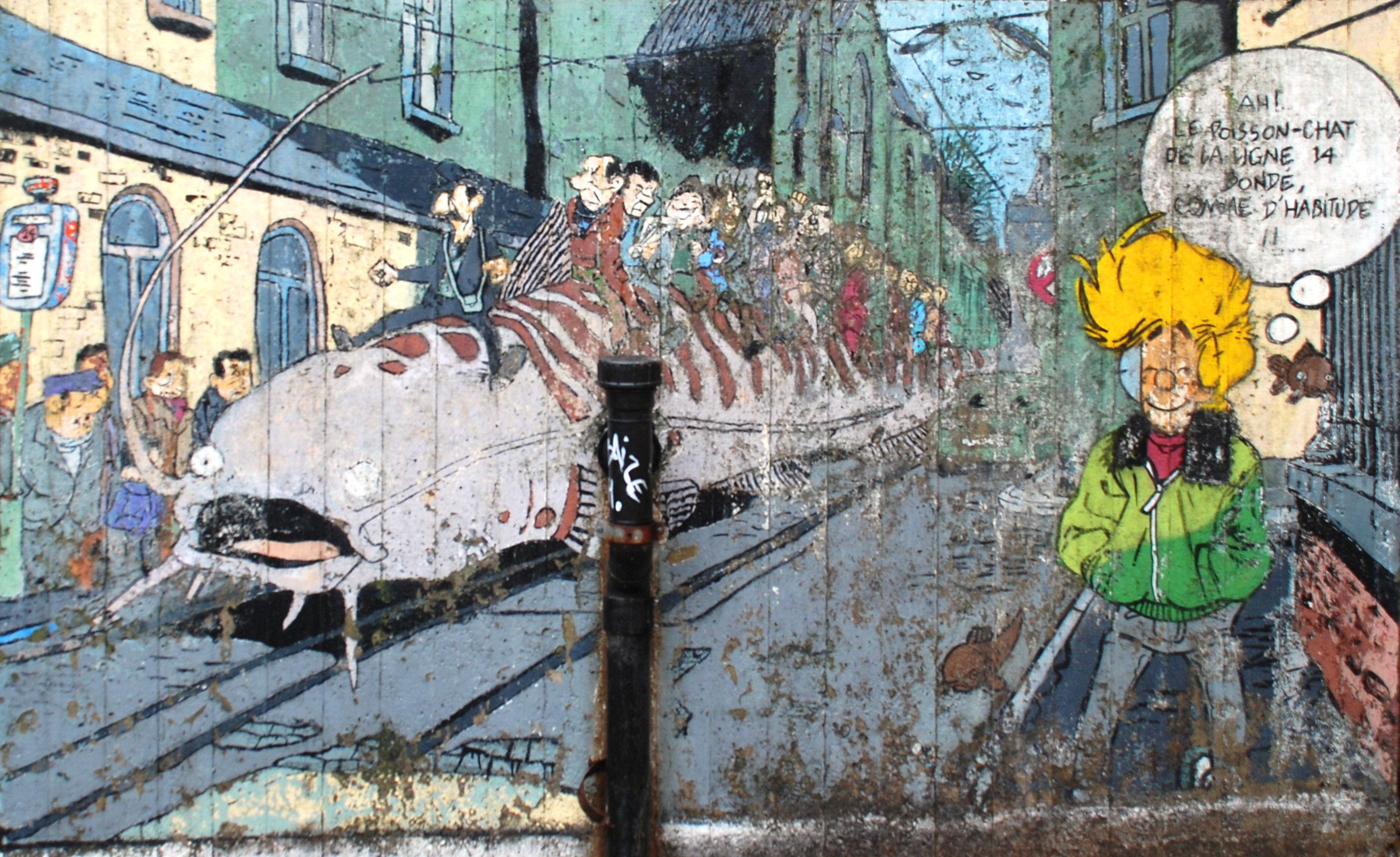

### Les annéesTintin(1981-1993)
En 1981, il entre à Tintin, le périodique des éditions du Lombard. Avec Walli, il y reprend les séries Modeste et Pompon, (1981-1988) et Chlorophylle. (1984-1988). Il donne naissance à Julie, Claire, Cécile, en 1982 avec Sidney dans laquelle il dépeint par le biais d'une trio de jeunes filles une jeunesse embourgeoisée qui ni connaît ni problèmes financiers ni de dépendance aux stupéfiants, la fraîcheur et l'optimisme étant de mise. Dans les années 1980, il anime également Cosmic Connection (avec Walli, 1982-1988), Klaxon (avec Walli, 1983), Rascaille et Flodalcol (avec Patrick Cadot, 1983-1984), Katy Brizard,, (avec Yves Urbain, 1984-1985), Yvain et Yvon (avec Patrick Cadot, 1984-1988), Nahomi avec Crisse, une série merveilleuse destinée aux plus jeunes avec magiciens et samouraïs publiée sous forme de courts récits de 4 à 16 planches dans le journal de 1980 à 1987, Chaffoux (avec Patrick Cadot, 1986-1987), Les Conspirateurs (avec Michel Rodrigue, 1986-1987), Louis Valmont (avec Erwin Drèze, 1986-1987), Mosquito (avec Thierry Cayman, 1988), Sylvain de Rochefort, une série médiévale réaliste (avec Thierry Cayman, 1989-1991) et à Gil Sinclair (avec Walli, 1990-1992). De ces séries, sont éditées en album Modeste et Pompon et Nahomi (1985-1987), Julie, Claire, Cécile (à partir de 1986), Yvain et Yvon, et Chlorophylle (1987-1989), Gil Sinclair et Sylvain de Rochefort (1990-1994).
Le parc d'attractions Walibi à Wavre édite un album de bande dessinée Modeste et Pompon en 1984. Bom est le scénariste et Walli est le dessinateur de La Mémoire volatile - une histoire de Modeste et Pompon à Walibi.

### Fin de carrière
Avec la fin de l'hebdomadaire Hello Bédé, Bom se retrouve sans support de prépublication. Seule sa série Julie, Claire, Cécile est gardée par Le Lombard, qui en a publié 24 tomes depuis 1986.
En 1990, le tandem Walli-Bom créera Gil Sinclair, héros aviateur série publiée d'abord dans le périodique Hello Bédé puis en quatre albums aux éditions du Lombard de 1990 à 1994. Ce même duo d'auteurs crée encore la série Sam et Katz, détectives de l'impossible, publiée dans les périodiques Tremplin, Bonjour des éditions Averbode.
En 2009, avec Walli, il publie un ouvrage Le Vol de l'Agneau Mystique : l'histoire d'une incroyable énigme  (ISBN 978-2-87466-086-3).

### Albums

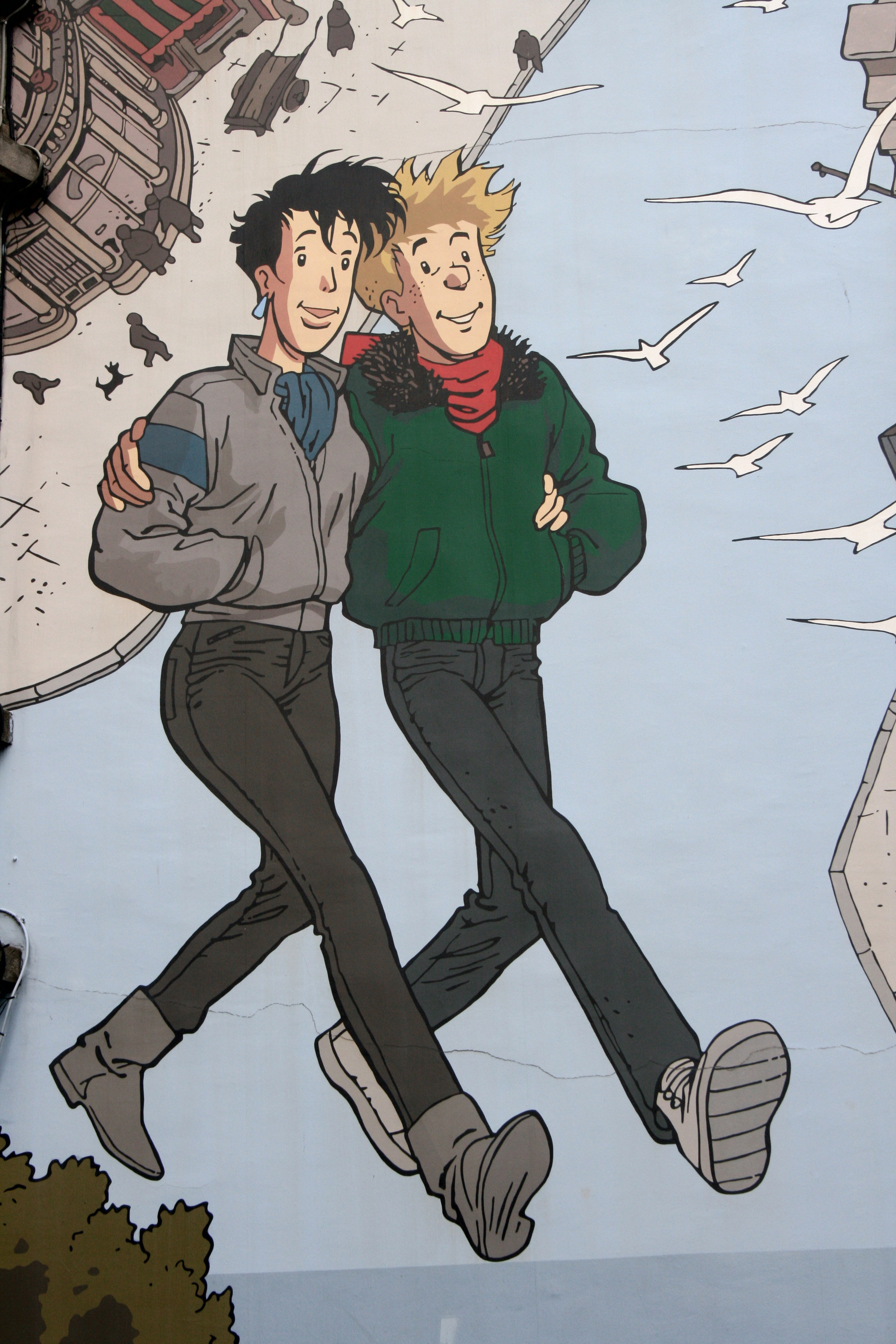
Fresque murale Brousaille rue Marché au Charbon à Bruxelles

## Œuvres publiées

### Collectifs
- Le Trombone illustré[63], Dupuis, Marcinelle, 3e trimestre 1980
Scénario : collectif dont Bom - Dessin : collectif - Couleurs : quadrichromie,Réédition augmentée en 2009  (ISBN 978-2-8001-4279-1)
- L'Aventure du journal Tintin - 40 ans de bande dessinée[64], Le Lombard, Bruxelles, novembre 1986
Scénario : collectif dont Bom - Dessin et couleurs : collectif -  (ISBN 2-8036-0574-0),Participation : Modeste et Pompon, Nahomi et Julie, Claire, Cécile.
- 2. Parodies 2 - ... par leurs vrais auteurs !, M.C. Productions, novembre 1988
Scénario : collectif dont Bom - Dessin : collectif - Couleurs : quadrichromie -  (ISBN 2-87764-011-6)Participation : Julie, Cécile et Claire, Modiste et Plomplom, Chloroplaymate
- Les Enquêtes de leurs amis[65], Soleil Productions, Toulon, novembre 1989
Scénario : collectif dont Bom - Dessin : collectif -  (ISBN 2-87764-026-4),Participation : Les Enquêtes de Nicolas Flamel, Dessin : Pierre Seron, 4 planches en hommage à Gil Jourdan

### Revues
Michel de Bom a été traduit en néerlandais et publié dans Kuifje et Ons Volkske ainsi qu'en espagnol dans TBO.

#### Tintin

##### Mosquito
- C'est la vie, Dessin : Thierry Cayman (5 planches) dans Tintin dans le no 5 dont il fait la couverture en 1988[29].
- Le Bar de l'espace, Dessin : Thierry Cayman (6 planches) dans Tintin dans le no 18 en 1988.
- Fusée en quarantaine, Dessin : Thierry Cayman (6 planches) dans Tintin dans le no 21 en 1988.
- Retour vers l'enfer, Dessin : Thierry Cayman (5 planches) dans Tintin dans le no 42 en 1988.
- Le Marais de métal, Dessin : Thierry Cayman dans Tintin du no 43 au no 44 en 1988.

#### Hello Bédé

##### Sylvain de Rochefort
- L'Eau et le Sang, Dessin : Thierry Cayman dans Hello Bédé du no 10 dont il fait la couverture en 1989 au no 4 en 1990[30].
- Les Oubliés, Dessin : Thierry Cayman dans Hello Bédé du no 10 dont il fait la couverture au no 19 en 1991.
- Prisonniers de Baalbek, Dessin : Thierry Cayman dans Hello Bédé du no 39 dont il fait la couverture au no 50 en 1992.

## Prix
- 1984 :  prix avenir décerné par la Chambre belge des experts en bande dessinée[68] pour Les Baleines publiques, avec Frank Pé ;
- 1990 :   Alph'Art du public et Prix regards chrétiens sur la bande dessinée au festival d'Angoulême pour Broussaille, t. 3 : La Nuit du chat (avec Frank Pé)[69].
- 1994 :  prix du meilleur scénario décerné par la Chambre belge des experts en bande dessinée pour Gil Sinclair Le Murmure de Berlin[68], ex aequo avec Yann pour Pin-up ;